# La parola d'ordine
La parola d'ordine è una fiaba popolare Dahomey quindi geograficamente di provenienza dall'attuale Benin.

Il nome Dahomey era il nome di un antico regno Fon, che ebbe origine in Benin e che nel momento di massimo splendore, nel XVII secolo si allargava oltre gli attuali confini, coprendo larga parte dell'Africa Occidentale.
Il tema fondamentale della fiaba è quello della parola d'ordine usata come strumento difensivo per proteggersi dall'essere cattivo. La trama ricorda vagamente quella di Alì Babà e i quaranta ladroni.

## Trama
I protagonisti della fiaba sono un gruppo di sei ladri, che nascondono tutti i loro possedimenti all'interno di una montagna tutta d'oro e una famiglia composta da otto fratelli, dei quali i due più giovani, Giovanni, uno spendaccione e Giuseppe, un risparmiatore, svolgono l'attività di tagliaboschi.

Un giorno, i ladri, le loro ricchezze ed il loro segreto, un pisello utilizzato come talismano per aprire e chiudere la montagna, vengono scoperti da Giuseppe, che ne approfitta per svaligiarli e diventare ricco. 

Questa ondata di improvvisa agiatezza insospettisce il fratello Giovanni che si reca presso la nuova lussuosa casa di Giuseppe e gli intima di rivelargli il segreto del suo successo. Però Giovanni è destinato, a causa della sua ignoranza, a cacciarsi nei guai e difatti viene ucciso dai ladri che vengono a conoscenza anche dei furti di Giuseppe.

I ladri cercano di uccidere Giuseppe grazie ad un'ingannevole incursione nella sua casa, però resteranno vittime di un incantesimo predisposto dall'abile tagliaboschi, il quale riceverà in dono l'intero contenuto della montagna.